# Аптекарская посуда
Аптекарский сосуд — стеклянная тара конца XVII — XVIII вв. небольшой ёмкости в виде банок, флаконов, бутылей и бутылочек. Производилась из бесцветного или зелёного стекла различных оттенков. Банки имели диаметр по верху 3,1 — 10,8 см, диаметр днища 3,2 — 11 см, диаметр устья 2,1 — 6,8 см, небольшие банки имеют высоту 2,8 — 4,1 см. Использовались под мази, кремы, масло и др. Флаконы по форме напоминают бутылки. Встречаются с цилиндрическим и коническим горлышком. Высота флаконов 7,5—8,5 см, диаметр устья 0,8—1,3 см, диаметр дна 2,3—3,4 см. Применялись для разного рода снадобий. Для этой цели использовали также бутыли. Они имели форму бутылок с узким длинным горлом и овальное донышко. Бутылочки и флаконы были похожи на большие бутылки, но в отличие от последних немного больше и с длинным и узким горлышком, дно — круглое, применялись под минеральную воду. Аптекарская посуда — частая находка в поздних слоях Витебска, Минска, Слуцка, Гродно, Могилева, Мстиславля, Мирского замка и др. За пределами Белоруссии хорошо известны по раскопкам Москвы, Санкт-Петербурга, Киева, городов Польши и т. д. Встречается вместе с монетами конца XVII — XVIII вв. и является датирующим материалом для поздних слоев.